# Sulcia inferna
Sulcia inferna là một loài nhện trong họ Leptonetidae.
Loài này thuộc chi Sulcia. Sulcia inferna được J. Kratochvíl miêu tả năm 1938.